# ديريك فروست
ديريك فروست (بالإنجليزية: Derrick Frost)‏ هو لاعب كرة قدم أمريكية أمريكي، ولد في 25 نوفمبر 1980 في سانت لويس في الولايات المتحدة.

## وصلات خارجية
- ديريك فروست على موقع مرجع كرة القدم المحترفة.كوم (الإنجليزية)
- ديريك فروست على موقع JustSportsStats.com (الإنجليزية)